# Església de Sant Florià
La Col·legiata de Sant Florià (en polonès: Kościół św. Floriana w Krakowie) és una església històrica de Cracòvia, Polònia. Es troba a l'extrem nord de la plaça Matejko i l'antic centre de la ciutat medieval de Kleparz, ara un districte de Cracòvia. L'edifici marca l'inici del Camí Reial.

## Història
L'església de Sant Florià va ser construïda entre el 1185 i el 1216. Va ser cremada moltes vegades als segles XII, XVI i XVII. En particular, durant el setge suec de Cracòvia, el general Stefan Czarniecki va ordenar que els suburbis de la ciutat fossin cremats. Tanmateix, durant l'incendi de tota la ciutat que va consumir una part considerable de Cracòvia el 1528, l'església, que contenia les relíquies de Sant Florià, va sobreviure. Des d'aleshores, Sant Florià, generalment representat com un oficial de la legió romana que porta aigua, ha estat venerat a Polònia com el patró dels bombers i els escura-xemeneies. L'aspecte actual de l'església és el resultat d'una renovació barroca després de les guerres poloneso-sueques.

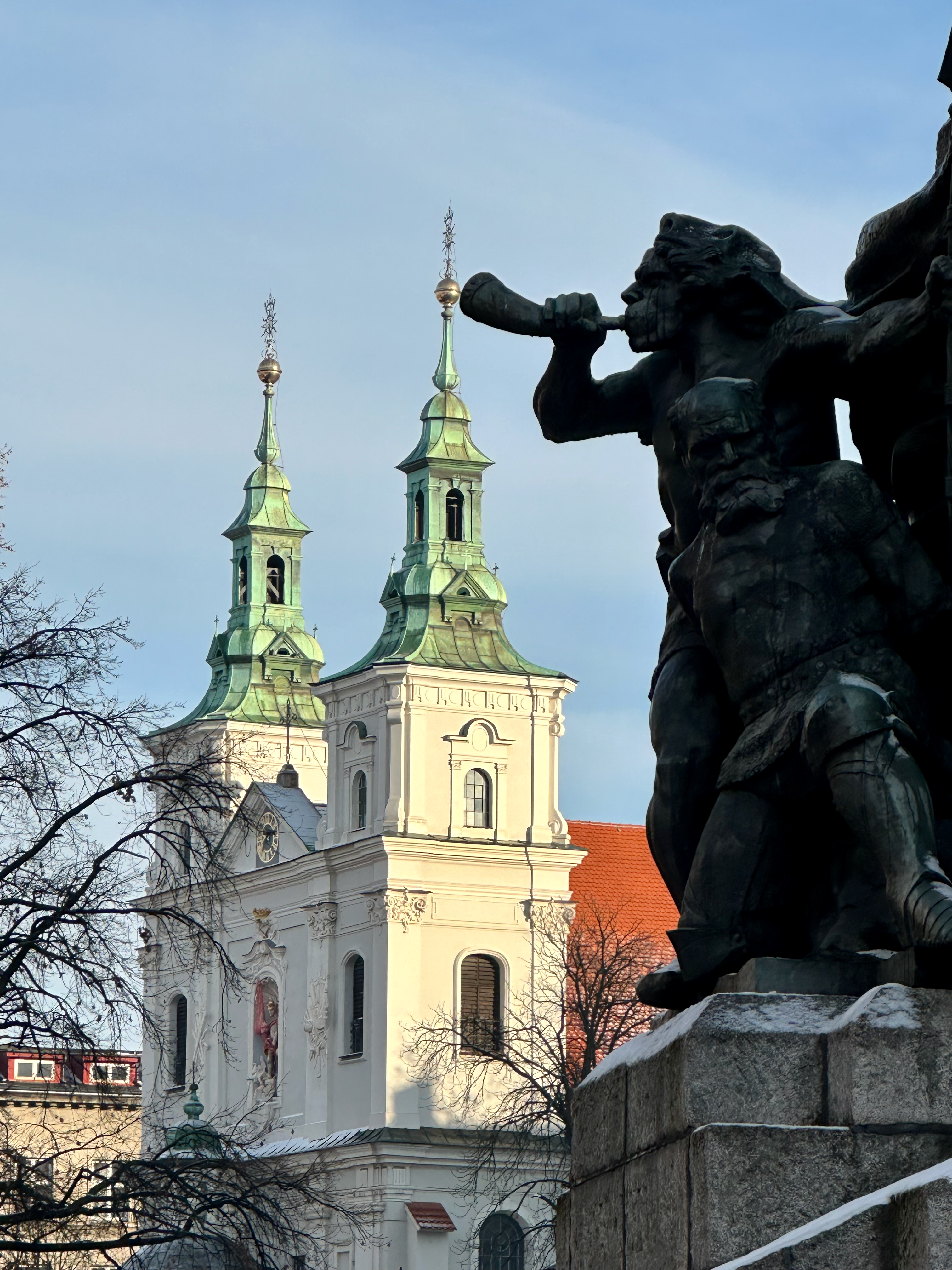
Església de Sant Florià

Des del segle XVI l'Església és la Col·legiata Universitària. Allà començava la ruta de la coronació, amb el rector del senat universitari donant la benvinguda als nous reis. L'església també va ser el punt de partida de les processons fúnebres reials a la catedral de Wawel.
El 1667 s'hi van col·locar temporalment les despulles de la reina Maria Lluïsa Gonzaga, esposa del rei Joan II Casimir, i també les restes de Tadeusz Kościuszko el 1818. Des del 17 de setembre de 1949 fins al setembre de 1951, hi va treballar com a vicari el pare Karol Wojtyła, que després esdevingué el papa Joan Pau II. Com a Papa, el 1999 va elevar l'Església a basílica menor. També va visitar l'Església en el seu pelegrinatge papal a Polònia el 18 de setembre de 2002.

## La llegenda

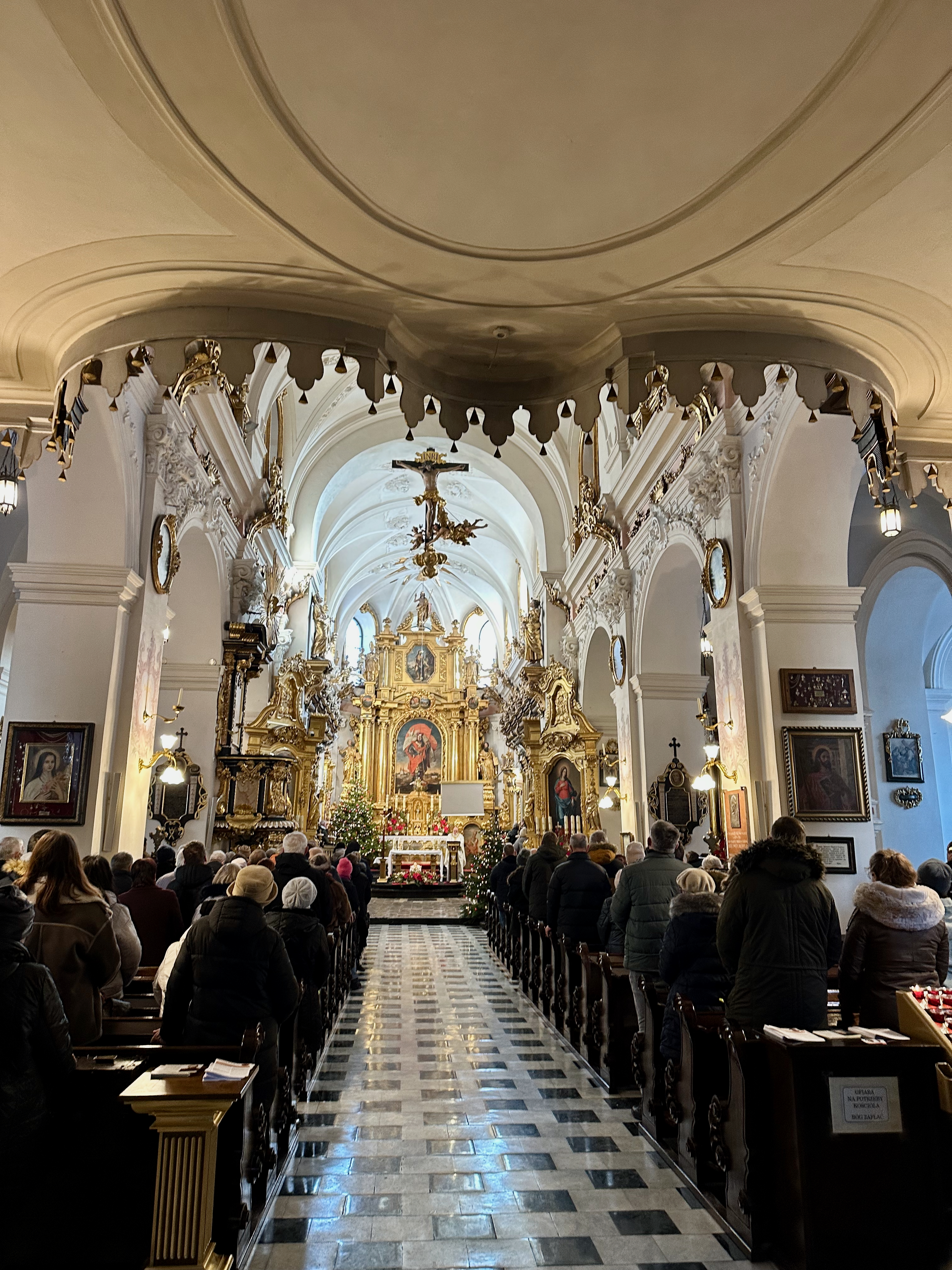
Interior de l'Església de Sant Florià

La llegenda diu que l'any 1184 els bous que portaven les restes de Sant Florià, el futur patró de Polònia, les relíquies van créixer miraculosament tan pesades que no es van poder portar més endavant dins la ciutat i van romandre a Kleparz fins que es va decidir construir l'església en aquell punt exacte. El màrtir no tenia res a veure amb Polònia abans que les seves relíquies fossin portades de Roma a Cracòvia. Cracòvia necessitava un sant per motius polítics, per reafirmar el seu paper de capital de Polònia, que va ser impugnat per la ciutat de Gniezno.
El districte de Kleparz va ser fundat per Casimir el Gran l'any 1366 com una ciutat separada, al voltant de l'església de Sant Florià. Va ser nomenat pel rei Casimir com Florencja (en català: Florència) després de la seva església cèntrica, o en llatí, Clepardia. Kleparz va romandre un suburbi no oficial de Cracòvia fins al 1792, quan el Parlament polonès el va incorporar a la ciutat.